# Ivo Perabó
Ivo Perabó (n. 8 de octubre de 1985 - Tunuyán, Provincia de Mendoza) es un piloto argentino de automovilismo. Se destacó a nivel nacional por sus participaciones en categorías de monoplazas como la Fórmula Renault Argentina o la Fórmula Súper Renault Argentina y a nivel internacional en la Fórmula 3 Sudamericana y en el Championnat de France Formula Renault 2.0. Obtuvo su único lauro deportivo en el año 2004, al proclamarse campeón argentino de Fórmula Súper Renault, título que le abriría las puertas al extranjero.
Tras sus participaciones en Francia y en la Fórmula 3 Sudamericana, retornó al país en el año 2006 donde formó parte del plantel de pilotos del Top Race V6 a partir de ese mismo año. Compitió en los equipos Martínez Competición, GT Racing y RV Competición, piloteando unidades de las marcas Chevrolet, Ford, Volkswagen y Mercedes-Benz. Actualmente, se desempeña dentro del TRV6 compitiendo a bordo del Mercedes-Benz Clase C número 16, del equipo RV Competición.

## Trayectoria
- 2003: Fórmula Súper Renault Argentina (Dallara/Ralt-Renault)
- 2004: Campeón Fórmula Súper Renault Argentina (Dallara/Tom's-Renault)

Fórmula Renault Argentina (Crespi-Renault)
- 2005: Fórmula 3 Sudamericana (Dallara-Renault)

Championnat de France Formula Renault 2.0 (Tatuus-Renault)
Debut en Top Race V6 (Ford Mondeo II)
- 2006: Top Race V6 (Chevrolet Vectra II)
- 2007: Top Race V6 (Ford Mondeo II)
- 2008: Top Race V6 (Ford Mondeo II)
- 2009: Top Race V6 (Volkswagen Passat V-Mercedes-Benz Clase C)
- 2010: Top Race V6 (Mercedes-Benz Clase C)
- 2011: Top Race V6 (Mercedes-Benz Clase C)

## Datos estadísticos
- Primera carrera: 2003 (Fórmula Súper Renault Argentina
- Última carrera: 2011 (Top Race V6, actualmente)
- Carreras corridas: 88
- Victorias: 4
- Podios: 20
- Pole positions: 5
- Vueltas rápidas: 5

## Palmarés
| Título  | Categoría                       | Automóvil             | Año  |
| ------- | ------------------------------- | --------------------- | ---- |
| Campeón | Fórmula Súper Renault Argentina | Dallara/Tom's-Renault | 2003 |

## Fuente consultada
- Ivo Perabó en Driver Database

- Datos: Q5923337